# 滝沢充子
滝沢 充子（たきざわ みつこ）は、日本の演出家、振付師。

## 人物
桐朋学園芸術短期大学演劇科18期卒業後、商業演劇の演出助手を経て、桐朋で同窓生だった中村倫子と雑賀美佳（元タレント）とともに2001年に劇団「the Misfits」（ザ・ミスフィッツ）を立ち上げる。
1999年ハリウッド未公開映画「SHOGUN COP」にプロデューサーとして参加。
演技指導・メンテナンス法「Jメソッド」を提唱。男女の出会いセミナーもおこなっている。
オペレッタ狸御殿で振付を担当。
生徒だった能年玲奈（現・のん）に対し「この仕事をしなければあなたは生ゴミ！」と言ったことから「生ゴミ先生」と自称する。能年はテレビ番組内で「52歳の友達」と滝沢を紹介した。
能年玲奈と新事務所を立ち上げたことが東京スポーツにて報道され、洗脳疑惑が持ち上がった。報道した東スポに対し訴訟を起こした。
夫は漫画家の神崎将臣であり、同じく株式会社インクアンクに所属している。

## 著書
- 『あなたのままで女優のように魅力的になる方法』（サンマーク出版、2014年11月）